# Antígon III Dosó
Antígon Dosó (en grec antic Ἀντίγονος Δώσων) fou rei de Macedònia. El seu malnom venia perquè sempre deia que donaria alguna cosa (δώσω), però mai la donava. Era fill d'Olímpies de Larissa i Demetri de Cirene, net de Demetri Poliorcetes, i nebot d'Antígon Gònates.
Quan va morir Demetri II de Macedònia (229 aC) va ser designat guardià i tutor de Filip, el fill del rei mort, (futur Filip V de Macedònia) i per això, de vegades se li va donar el sobrenom de Ἐπίτροπος ("Epitropos", administrador, governador). Es va casar amb la viuda de Demetri II, Ftia de l'Epir (neta de Pirros de l'Epir i filla d'Alexandre II de l'Epir) i es va proclamar rei.
A la primera part del seu regnat va estar en guerra contra els bàrbars de les fronteres, però després va participar en els afers de Grècia. Va donar suport a Aratos al front de la Lliga Aquea, contra Cleòmenes III rei d'Esparta i contra la Lliga Etòlia. Va obtenir la victòria i va conquerir Esparta però la invasió de Macedònia pels il·liris el va obligar a retirar-se. Va anar contra els il·liris el 220 aC i els va derrotar, i va morir poc després.
Polibi parla molt bé dels nou anys del seu regnat i alaba la seva prudència i moderació. Filip V de Macedònia va heretar la corona.